# Тупољев
Тупољев (рус. Туполев) је главни и најстарији руски произвођач цивилних и војних авиона. Основао га је Андреј Тупољев 1922. године.
По одлуци руске владе ОАО Тупољев је 2006. године интегрисан у нову "Уједињену авио-производну корпорацију".

## Историјат
У оквиру Института ЦАГИ (рус. Центральный аэро гидродинамический институт) 22. октобра 1922. године, формиран је „Опитни Конструкциони Биро“ - (скраћено ОКБ) за пројектовање и производњу авиона. Овај биро је добио шифровану ознаку ОКБ No 156. Према оснивачу бироа и дугогодишњем руководиоцу биро је добио прво незванично назив: ОКБ 156 Тупољев, а касније и званичан назив: ОКБ 156 „Тупољев“ - Опитни Конструкциони Биро „Тупољев". На преласку из 20-ог у 21. век систем се трансформисао у отворено акционарско друштво ОАО „Тупољев“ рус. Открытое Акционерное Общество „Туполев" ујединивши се са фабрикама авиона „Авиастар“ из Уљановска и Фабриком авиона из Казања. По одлуци руске владе ОАО Тупољев је 2006. године интегрисан у нову "Уједињену авио-производну корпорацију".
Исте године кад је основан 1922. године, у овом бироу почиње рад на конструкцији лаког експерименталног авиона мешовите конструкције АНТ-1 који је био револуционаран за своје време, био је једномоторни нискокрилни једнокрилац са конзолним крилом. Одмах затим приступило се пројектовању такође лаког експерименталног авиона потпуно металне конструкције АНТ-2, и он је био једномоторни једнокрили висококрилац и могао је да превезе 2 до 3 путника. Вероватно у немогућности да надвлада конзервативну струју у ваздухопловству, трећи авион из бироа Тупољев је био двокрилац, металне конструкције који се серијски производио, био је то АНТ-3. Овај авион је показао свету да су совјетски конструктори у стању да пројектују ваљан авион, да је совјетска авио-индустрија у стању да изради добар авион металне конструкције, а да су совјетски пилоти обучени да изводе и неконвенционалне летове. АНТ-3 авионом је 1926. године направљен кружни лет по престоницама Европе у дужини од 7.150 km, а следеће године лет Москва-Токио-Москва у дужини 22.140 km. Иза овог авиона следи пројектовање и израда читаве серије успешних тешких бомбардера ТБ-1; ТБ-3; ТБ-4 као и путничких авиона АНТ-9; АНТ-14 и АНТ-20 Максим Горки. Период између два светска рата познаваоци називају „златним добом авијације“, авијација је у том периоду напредовала џиновским корацима а то се слободно може рећи и за ОКБ 156 „Тупољев“. Било би неправедно не поменути још два авиона направљена у том периоду АНТ-25 и АНТ-40, први је био експериментални авион којим су обарани светски рекорди у дужини непрекидног лета а други веома успешан бомбардер из Шпанског грађанског рата. У овом периоду авиони су се обележавали иницијалима главног конструктора и руководиоца бироа А. Н. Тупољева значи сви авиони из овог периода почињали су словним ознакама АНТ. Почетком рата авиони су означавани ознаком Ту почетним словима презимена Тупољев.
Период од 1941. до 1945. године, период великог Отаџбинског рата била је обележена напорима да се пројектују и произведе бројчано што више што бољих бомбардера. Тај период су обележили авиони Ту-2-тактички бомбардер, ТБ-7-тешки бомбардер и Ту-4-стратешки бомбардер. На основу стратешког бомбардера у том периоду су рађени и пројекти великих транспортних (путничких) авиона.
Након Другог светског рата настаје ера млазних авиона. Истовремено настаје доба "Хладног рата" и трке у наоружавању што ОКБ 156 „Тупољев“ поново доводи у стање непрекидне трке са временом и светском конкуренцијом у пројектовању авиона. У овом периоду из овог бироа излази неколико успешних како путничких тако и борбених авиона. Овде се помињу само најзначајнији Ту-104- први совјетски путнички авион на млазни погон, Ту-114-први совјетски интерконтинентални путнички авион на турбо елисни погон, два успешна средњолинијска путничка авиона Ту-134 и Ту-154, и Ту-144 први путнички суперсонични авион. Од борбених авиона из тог периода не може се непоменути Ту-16 први совјетски бомбардер (ракетоносац) на млазни погон, Ту-95-стратешки бомбардер који је у употреби преко 50 година, суперсонични бомбардери Ту-22М и Ту-160.
У току свог пословања, ова фирма је поред тога што је развила преко 300 различитих типова авиона и произвела скоро 90 типова веома успешних авиона, од којих се 40 радило у масовној производњи, бавила се пројектовањем чамаца и санки. Више од 18.000 авиона је произведено са заштитним знаком Ту. Широм света лете тешки Тупољеви интерконтинентални носачи ракета чија је функција одвраћања потенцијалног непријатеља од употребе нуклеарног оружја.

## Галерија слика
- Лаки експериментални авион АНТ-1
- Лаки авион металне конструкције АНТ-2
- Тешки бомбардер АНТ-6/ТБ-3
- Путнички авион АНТ-20 „Максим Горки“
- Експериментални авион АНТ-25
- Тактички бомбардер Ту-2
- Стратешки бомбардер Ту-20/Ту-95
- Суперсонични стратешки бомбардер Ту-160
- Путнички авион Ту-104
- Путнички авион Ту-154
- Први суперсонични путнички авион Ту-144
- Путнички авион Ту-334

## Попис Тупољевљевих авиона
Мада је веома тешко навести све типове авиона који су пројектовани и израђени у ОКБ 156 „Тупољев“ - Опитни Конструкциони Биро „Тупољев“ овде се наводе они најзначајнији према литературним изворима:
| - Путнички авиони - Тупољев Ту-104 - Тупољев Ту-114 - Тупољев Ту-104 - Тупољев Ту-134 - Тупољев Ту-144 - Тупољев Ту-154 - Тупољев Ту-204 - Тупољев Ту-204 - Тупољев Ту-334 - Војни авиони - Тупољев Ту-2 - Тупољев Ту-4 - Тупољев Ту-14 - Тупољев Ту-16 - Тупољев Ту-95 - Тупољев Ту-22 - Тупољев Ту-22M - Тупољев Ту-128 - Тупољев Ту-126 - Тупољев Ту-95 - Тупољев Ту-160 - Беспилотне летилице - Тупољев Ту-121Ц - Тупољев Ту-123 - Тупољев Ту-139 - Тупољев Ту-141 - Тупољев Ту-143 - Тупољев Ту-243 - Тупољев Ту-300 |  | - Експериментални - Тупољев Ту-2 - Тупољев Ту-2 - Тупољев Ту-2 - Тупољев Ту-2 - Тупољев Ту-12 - Тупољев Ту-70 - Тупољев Ту-4 - Тупољев Ту-14 - Тупољев Ту-74 - Тупољев Ту-4 - Тупољев Ту-14 - Тупољев Ту-4 - Тупољев Ту-14 - Тупољев Ту-14 - Тупољев Ту-4 - Тупољев Ту-14 - Тупољев Ту-91 - Тупољев Ту-93 - Тупољев Ту-95 - Тупољев Ту-98 - Тупољев Ту-128 - Тупољев Ту-22 - Тупољев Ту-104 - Тупољев Ту-104 - Тупољев Ту-114 - Тупољев Ту-95 - Тупољев Ту-22 - Тупољев Ту-154 - Тупољев Ту-154 - Тупољев Ту-204 - Тупољев Ту-216 - Препоручени - ПАК ДА - Тупољев Ту-144 - Тупољев Ту-330 - Тупољев Ту-324 - Тупољев Ту-334 - Тупољев Ту-344 - Тупољев Ту-404 - Тупољев Ту-414 - Тупољев Ту-444 - Тупољев Ту-2000 |  | - Историјски - АНТ - Тупољев АНТ-1 - Тупољев АНТ-2 - Тупољев АНТ-3 - Тупољев АНТ-4 - Тупољев АНТ-5 - Тупољев АНТ-6 - Тупољев АНТ-4 - Тупољев АНТ-8 - Тупољев АНТ-9 - Тупољев АНТ-3 - Тупољев АНТ-22 - Поликарпов И-5 - Тупољев АНТ-13 - Тупољев АНТ-14 - Тупољев АНТ-16 - Тупољев АНТ-17 - Тупољев АНТ-20 Максим Горки - Тупољев АНТ-21 - Тупољев АНТ-22 - Тупољев АНТ-23 - Тупољев АНТ-25 - Тупољев АНТ-26 - Тупољев АНТ-27 - Тупољев АНТ-29 - Тупољев АНТ-31 - Тупољев АНТ-35 - Тупољев АНТ-36 - Тупољев АНТ-37 - Тупољев АНТ-40 - Тупољев АНТ-41 - Тупољев АНТ-42 - Тупољев АНТ-31 - Тупољев АНТ-44 - Тупољев АНТ-40 - Сухој Су-2 - Тупољев Ту-2 - Тупољев Ту-2 - Тупољев Ту-2 - Тупољев Ту-2 - Тупољев Ту-2 |

## Оснивач ОКБ Тупољева
Андреј Николајевич Тупољев (рус. Андрей Николаевич Туполев) (рођен у Пустомазову, 10. новембар 1888. – умро у Москви, 23. децембар 1972) је био совјетски генерал и конструктор авиона који је током свог радног века конструисао више од 100 типова авиона. Посебно познат по бомбардерима и путничким авионима. Успешан пројектант авиона, у светским размерама. Основао је 1922. године ОКБ 156 Тупољев (Опитни Конструкциони Биро - Тупољев) прву фирму за пројектовање и производњу авиона у Совјетском Савезу.

## Биографија
А. Н. Тупољев је рођен 10. новембра 1888. године у селу Пустомазово Тверска губернија у породици нотара. Завршио је средњу школу у месту Тверу, а 1908 уписао се у Виши техничку школу у Москви у којој је предавао чувени руски научник Н. Е. Жуковски. У школи је Тупољев интензивно радио у кружоку за ваздухопловство и врло брзо постао један од најбољих ученика Жуковског. Када је 1918. године дипломирао Тупољев је заједно са Жуковским основао Централни аеро хидродинамички институт ЦАГИ (рус. Центральный аэро гидродинамический институт) који је постао највећи центар за развој ваздухопловне науке у свету.
Пројектантским радом у области авио конструкција почиње да се бави 1922. године када конструише авион АНТ-1 и оснива ОКБ(Опитни Конструкциони Биро) који касније према њему добија и име. Овим радом се бави преко 50 година спајајући притом научна достигнућа са практично изведеним решењима. Први је схватио значај и предност авиона потпуно направљених од метала, да би то направио морао је у Совјетском Савезу да на том пројекту окупи стручњаке разних струка, металурге, хемичаре, физичаре, технологе итд., тако да је тиме повукао развој многих научних и привредних области.

#### Државне награде
- троструки херој социјалистичког рада 1945, 1957 и 1972. године,
- четвороструки добитник Стаљинове награде 1943, 1948, 1949, и 1952. године,
- добитник Лењинове награде 1957. године,
- добитник Државне награде Совјетског Савеза 1972. године,
- добитник награде Жуковски Совјетског Савеза 1958. године,
- добитник награде Леонардо да Винчи 1971. године,

#### Одликовања
- осмоструки носилац ордена Лењина 1933, 1945, 1947, 2x 1949, 1953, 1958, и 1968. године,
- орден Октобарске револуције 1971. године,
- двоструки носилац ордена Црвене заставе за рад 1927 и 1933. године,
- орден Црвене звезде 1933. године,
- орден Суворова II степена 1944. године,
- орден Отаџбинског рата првог степена,
- орден Георги Димитрова (Бугарска 1964).

#### Медаље
- Значка части (1936),
- Златна медаља ФАИ за Авијацију,
- Златна медаља Оснивача Авијације Француска (1971),

#### Признања
- академик Академије наука Совјетског Савеза,
- депутат Врховног Совјета Совјетског Савеза,
- генерал-пуковник Техничке службе-инжењерство,
- почасни грађанин Париза (1964), Њујорка (1968) и града Жуковски Московска област (1968),
- почасни члан Краљевског ваздухопловног друштва В. Британије (1970),
- почасни члан Америчког института за аеро-наутику и астронаутику (1971),
- Факултет за ваздухопловство у Казању од 1973. године носи име Тупољева,
- подигнут му је споменик (биста) у граду Криму,
- по њему су добиле назив улице у градовима Доњецку, Кијеву, Прагу и Омску,
- године 1988. издата је поштанска марка Совјетског Савеза посвећена А. Н. Тупољеву.